# Religiosas de la Cruz del Sagrado Corazón de Jesús
La Congregación de Religiosas de la Cruz del Sagrado Corazón de Jesús es una congregación religiosa católica femenina de vida contemplativa y de derecho pontificio, fundada por la laica mexicana Concepción Cabrera de Armida, en Ciudad de México, en 1897. A las religiosas de este instituto se les conoce como religiosas de la Cruz o hermanas de la Cruz. Sus miembros posponen a sus nombres las siglas R.C.S.C.J.

## Historia

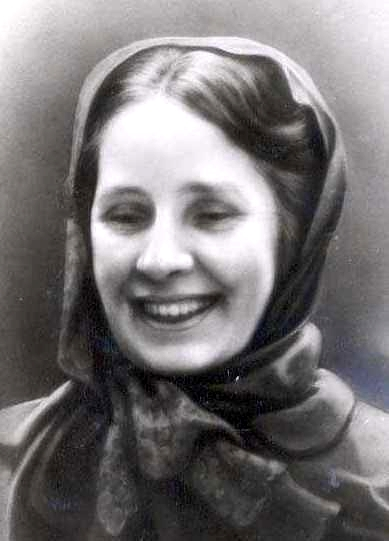
Concepción Cabrera de Armida (1862-1937) fundadora de la congregación y de la Obra de la Cruz.

Concepción Cabrera de Armida luego de haber fundado el Apostolado de la Cruz, en 1895, compuesta por laicos consagrados, fundó la Congregación de Religiosas de la Cruz del Sagrado Corazón de Jesús, el 3 de mayo de 1897. Junto a las religiosas nacieron otras ramas laicales, de religiosos y de sacerdotes, que en su conjunto llevan el nombre de Obra de la Cruz. La espiritualidad presentada por Concepción Cabrera influenció en la vida del sacerdote francés Félix de Jesús Rougier, quien inspirado por ella, fundó a los Misioneros del Espíritu Santo.
El mismo día de la fundación de las hermanas de la Cruz, el instituto recibió la aprobación del obispo Ramón Ibarra y González como congregación religiosa de derecho diocesano. El 4 de febrero de 1910 fue elevada al rango de congregación religiosa de derecho pontificio, mediante Decretum laudis del papa Pío X.

## Organización
La Congregación de Religiosas de la Cruz del Sagrado Corazón de Jesús es un instituto religioso internacional, de derecho pontificio y centralizado, cuyo gobierno es ejercido por una superiora general. La sede central se encuentra en Ciudad de México.
Las religiosas de la Cruz se dedican a la contemplación del Santísimo Sacramento y ejercen un apostolado a través de diversas actividades como la enseñanza de la catequesis, los ejercicios espirituales y los retiros. En 2015, el instituto contaba con una 282 religiosas, distribuidas en 19 comunidades, presentes en Costa Rica, El Salvador, España, Estados Unidos, Guatemala, Italia y México.